# 가와베촌 (사이타마현 기타사이타마군)
가와베촌(川辺村)은 사이타마현 기타사이타마군에 설치되었던 촌이다. 현재의 가조시에 해당한다.